# بایچتالی
بایچتالی (به لاتین: Baichatali) یک منطقهٔ مسکونی در بنگلادش است که در ناحیه چاندپور واقع شده‌است.